# 北島武
北島 武（きたじま たけし、1982年12月16日 - ）は、日本の元男子バレーボール選手である。

## 来歴
長崎県佐世保市出身。父は高校教員で福岡教育大学バレー部出身、母も全国大会経験者というバレーボール一家に生まれる。
父の転勤とともに壱岐に渡り、小学6年よりバレーボールを始める。壱岐市立武生水中学校時代にはさわやか杯（全国都道府県対抗中学バレーボール大会）で優勝し、オリンピック有望選手に選ばれた。「長崎に北島あり」と注目を集めるようになる。
壱岐高校時代には春高に出場しベスト8、インターハイでは準優勝した。全日本ユース代表やジュニア代表、ユニバーシアード代表を経験し、堺ブレイザーズ入団。
2005年に全日本初選出。2008年、ワールドリーグ出場。2009年5月入籍、2009年6月より、堺ブレイザーズ主将を務める。
2014年2月1日のFC東京戦に出場、通算230試合出場を達成し、Vリーグ栄誉賞の資格を得た。
2014年5月末日をもって、現役を引退し社業に専念する。
2021年、堺の顧問に就任した。
2024年、千葉進也に代わり堺の監督に就任した。

## 人物
- 元久光製薬スプリングスの北島真紀子は実姉である[1]。

## 球歴
- 日本代表 - 2005年、2008-2011年
  - ワールドリーグ - 2005年、2008年

## 受賞歴
- 2000年 - アジアジュニア選手権 スパイク賞
- 2010年 - 2009/10Vプレミアリーグ 敢闘賞、サーブ賞
- 2014年 - Vリーグ栄誉賞（長期活躍選手）

## 所属チーム
- 市立武生水中
- 県立壱岐高校
- 筑波大学
- 堺ブレイザーズ（2005-2014年）